# Саф'ян Матвій Матвійович
Матвій Матвійович Саф'ян  (листопад 1910, Чернігів — березень 2003, Дніпропетровськ) — український металург, учений в галузі вальцювального виробництва.

## Біографія
Після закінчення трудової школи в 1926 р. вчився в Індустріальному технікумі, який закінчив в 1929 р. Працював конструктором на фенольному заводі (Донбас), Воткінському металургійному заводі (Урал).

1931 — 1936 р.р. — навчання у Дніпропетровському металургійному інституті, одночасно працював на Дніпропетровському заводі металургійного устаткування, пізніше — на Дніпропетровському трубопрокатувальному заводі конструктором.

1936 — 1938 р.р. — заступник начальника цеху Дніпропетровського заводу металургійного устаткування.

1938 — 1941 р.р. — аспірант Дніпропетровського металургійного інституту.

1941 — 1942 р.р. — заступник головного механіка Чусовського металургійного заводу.

1942 — 1944 р.р. — заступник начальника цеху Магнітогорського металургійного комбінату та керівник проектів прокатних станів та цехів Магнітогорського державного інституту по проектуванню металургійних заводів.

1944 р. — після захисту кандидатської дисертації направлений на роботу доцентом Дніпропетровського металургійного інституту.

1944 — 1998 р.р. — учений секретар Дніпропетровського металургійного інституту.

1963 р. — професор.

1969 р. — доктор технічних наук.

Був одружений з Іриною — молодшою донькою українського письменника, публіциста та літературного критика Могилянського М. М..

## Нагороди
1949 р. — Державна (тоді — Сталінська) премія СРСР за корінне вдосконалення методів холодного прокатування конструкційної листової сталі.

1950 р. — орден «Знак Пошани».

1977 р. — почесне звання «Заслужений винахідник СРСР».

1997 р. — почесне звання «Заслужений діяч науки й техніки України».

Нагороджений багатьмя медалями.

## Наукові праці
Опублікував більше 190 наукових праць, серед яких 11 монографій, підручників і довідників з листопрокатувального виробництва, наукові статті, винаходи. Основні книги:
1. Непрерывные станы горячей прокатки. — М.: «Металлургиздат». −1957. −239 с.
2. Прокатка толстых листов с повышенной точностью. — М.: «Металлургиздат». — 1957. −125 с. (співавтори Г. М. Кацнельсон, А. П. Чекмарёв, Г. И. Малый).
3. Прокатка широкополосной стали. — М.: Металлургия. — 1969. — 460 с.
4. Технология процессов прокатки и волочения. Листопрокатное производство: Учебник для ВУЗов. — Киев: Вища школа. — 1988. — 351 с. (співавтори В. Л. Мазур, А. М. Сафьян, А. И. Молчанов).

Низка книг перекладена та видана у Великій Британії та Китаї.

## Наукові інтереси
Наукова діяльність присвячена листопрокатувальному виробництву. Досліджено й розроблено нові технологічні процеси, конструктивно вдосконалено прокатне устаткування, створено оригінальні наукові методи досліджень, розрахунку, оптимізації умов прокатки, що забезпечують підвищення якості продукції, продуктивності й ефективності роботи станів. Уперше вирішені основні проблеми умов захвату металу валками при гарячому та холодному прокатуванні, силових, деформаційних, температурних умов процесів, раціонального профілювання валків, точності прокатування, побудови технологічних режимів на безперервних станах, настроювання робочих клітей. Уперше отримана низка аналітичних і експериментальних залежностей, що стали класичними та нині широко використовуються у дослідницькій та виробничій практиці, в інженерних розрахунках. Розроблені й впроваджені нові прогресивні технології забезпечили світовий рівень якості продукції листопрокатувального виробництва, освоєння багатьох нових її видів для потреб різних галузей.